# Omid Abtahi
Omid Abtahi (Tehran, 12 luglio 1979) è un attore iraniano naturalizzato statunitense noto per l'interpretazione di Salim nella serie televisiva American Gods e del dottor Pershing nelle serie televisiva The Mandalorian.

## Filmografia

### Attore

#### Cinema
- Correndo con le forbici in mano (Running with Scissors), regia di Ryan Murphy (2006)
- I misteri di Pittsburgh (The Mysteries of Pittsburgh), regia di Rawson Marshall Thurber (2008)
- Ocean of Pearls, regia di Sarab Neelam (2008)
- The Last Lullaby, regia di Jeffrey Goodman (2008)
- Brothers, regia di Jim Sheridan (2009)
- Argo, regia di Ben Affleck (2012)
- Boys of Abu Ghraib, regia di Luke Moran (2014)
- Hunger Games: Il canto della rivolta - Parte 2 (The Hunger Games: Mockingjay - Part 2), regia di Francis Lawrence (2015)

#### Televisione
- JAG - Avvocati in divisa (JAG) - serie TV, un episodio (2005)
- Giudice Amy (Judging Amy) - serie TV, un episodio (2005)
- Over There - serie TV, 12 episodi (2005)
- 24 - serie TV, 4 episodi (2005-2009)
- Sleeper Cell - serie TV, 7 episodi (2006)
- CSI - Scena del crimine (CSI: Crime Scene Investigation) - serie TV, un episodio (2007)
- The Unit - serie TV, un episodio (2007)
- Ghost Whisperer - Presenze (Ghost Whisperer) - serie TV, 3 episodi (2007-2008)
- Terminator: The Sarah Connor Chronicles - serie TV, un episodio (2008)
- Eli Stone - serie TV, un episodio (2008)
- My Own Worst Enemy - serie TV, 9 episodi (2008)
- Bones - serie TV, un episodio (2009)
- NCIS - Unità anticrimine (NCIS) - serie TV, episodi 6x25-7x01 (2009)
- FlashForward - serie TV, 2 episodi (2009-2010)
- Three Rivers - serie TV, 2 episodi (2009-2010)
- The Event - serie TV, 2 episodi (2010)
- Nikita - serie TV, un episodio (2010)
- The Mentalist - serie TV, un episodio (2010)
- Grey's Anatomy - serie TV, un episodio (2010)
- Fringe - serie TV, un episodio (2011)
- Homeland - Caccia alla spia (Homeland) - serie TV, 3 episodi (2011)
- The Good Wife - serie TV, un episodio (2012)
- Covert Affairs - serie TV, un episodio (2012)
- Last Resort - serie TV, 5 episodi (2012-2013)
- Castle - serie TV, episodio 6x02 (2013)
- NCIS: Los Angeles - serie TV, 2 episodi (2013)
- Revolution - serie TV, 2 episodi (2013)
- Legends - serie TV, 2 episodi (2014)
- Those Who Kill - serie TV, 10 episodi (2014)
- Better Call Saul - serie TV, 3 episodi (2015)
- Damien - serie TV, 10 episodi (2016)
- Shameless - serie TV, un episodio (2017)
- Hawaii Five-0 - serie TV, un episodio (2017)
- Madam Secretary - serie TV, un episodio (2017)
- American Gods - serie TV, 21 episodi (2017-2021)
- The Crossing - serie TV, 2 episodi (2018)
- The Mandalorian - serie TV, 5 episodi (2019-2023)
- Fear the Walking Dead - serie TV, 8 episodi (2021-2022)
- Il simbolo perduto (The Lost Symbol) - serie TV, un episodio (2021)
- The Boys - serie TV, 3 episodi (2024)

### Doppiatore
- Dijon in DuckTales

## Doppiatori italiani
Nelle versioni in italiano delle opere in cui ha recitato, Omid Abtahi è stato doppiato da:
- Gianfranco Miranda in CSI - Scena del crimine, Better Call Saul
- David Chevalier in Ghost Whisperer - Presenze, The Good Wife
- Emiliano Coltorti in Argo, American Gods
- Stefano Brusa in Fear the Walking Dead, FBI
- Mirko Mazzanti in Giudice Amy
- Fabrizio Picconi in 24 (ep. 4x13)
- Alessandro Rigotti in 24 (st. 7)
- Marco Baroni in The Mentalist
- Oreste Baldini in Fringe
- Stefano Billi in Bones
- Alessandro Ballico in NCIS - Unità anticrimine (ep. 6x25)
- Fabio Boccanera in NCIS - Unità anticrimine (ep. 7x01)
- Fabrizio Manfredi in Last Resort
- Edoardo Stoppacciaro in Castle
- Riccardo Scarafoni in NCIS: Los Angeles
- Nanni Baldini in Those Who Kill
- Carlo Scipioni in The Blacklist
- Dodo Versino in Hawaii Five-0
- Patrizio Cigliano in Madame Secretary
- Daniele Giuliani in The Mandalorian
- Michele Botrugno in The Boys

Da doppiatore è sostituito da:
- Gabriele Marchingiglio in Spec Ops: The Line
- Federico Zanandrea in Call of Duty: Black Ops II
- Edoardo Lomazzi in Call of Duty: Infinite Warfare